# بيسي بوهم مور
بيسي بوهم مور (بالإنجليزية: Bessie Boehm Moore)‏ هي أمينة مكتبة أمريكية، ولدت في 2 أغسطس 1902، وتوفيت في 24 أكتوبر 1995.